# Ceresium perroudi
Ceresium perroudi là một loài bọ cánh cứng trong họ Cerambycidae.